# Antonio Onetti
Antonio Onetti (Sevilla, 29 d'abril de 1962) és un guionista de cinema i televisió, dramaturg, director d'escena i professor de dramatúrgia espanyol. Des del 30 d'abril de 2020 està al capdavant de la SGAE sent el president número 44 de la història de la institució. Havia presidit ja l'entitat de 2012 a 2014. Va ser creador en 2005 de la sèrie en castellà Amar en tiempos revueltos, emesa per TVE, i guionista en 2016 de La catedral del mar i de Amar es para siempre, ambdues en Antena 3.

## Premis i reconeixements
- 2005. Nominat als Premis Max de Teatre per l'adaptació de Solas.
- 2002. Premi Amaltea.
- 1996. Premi Sala Imperdible.
- 1993. Premi de Teatre Hermanos Machado.
- 1992. Royal Court Theater Playwrights Award.
- 1987. Accésit al Premi de Teatre Marquès de Bradomín.
- 1987. Premi de Teatre Puerto Real.
- 1985. Accésit al Premi de Teatro Marquès de Bradomín.